# Gąsiorów (województwo mazowieckie)
Gąsiorów – osada leśna w Polsce położona w województwie mazowieckim, w powiecie przysuskim, w gminie Przysucha.
W latach 1975–1998 miejscowość administracyjnie należała do województwa radomskiego.

## Historia
Gąsiorów to dawna wieś. W latach 1867–1954 należał do gminy Gowarczów w powiecie koneckim, początkowo w guberni kieleckiej, a od 1919 w woj. kieleckim. Tam 4 listopada 1933 utworzył gromadę o nazwie Gąsiorów w gminie Gowarczów. 1 kwietnia 1939 wraz z główną częścią powiatu koneckiego został włączony do woj. łódzkiego.
Podczas II wojny światowej włączony do Generalnego Gubernatorstwa (dystrykt radomski), nadal jako gromada w gminie Gowarczów, licząca w 1943 roku 204 mieszkańców. Po wojnie początkowo w województwie łódzkim, a od 6 lipca 1950 ponownie w województwa kieleckim, jako jedna z 25 gromad gminy Gowarczów w powiecie koneckim.
Likwidacja Gąsiorowa wiąże się z istniejącym w okolicy od końca XIX wieku poligonu wojskowego Barycz. Na początku lat 1950. został on rozbudowany i wówczas z tych terenów wysiedlono mieszkańców wsi: Budki, Eugeniów, Gąsiorów, Gródek, Huta, Januchta, Józefów, Kacprów, Ludwinów, Stefanów, Wola Nosowa i Zapniów. Jednak już na przełomie lat 50. i 60. poligon zlikwidowano, a już 1 stycznia 1959 utworzono na tym terenie Nadleśnictwo Barycz, którego głównym celem było zalesienie ponad 4000 ha gruntów rolnych byłego poligonu. 31 grudnia 1959 Gąsiorów wyłączono z gromady Gowarczów, włączając go do gromady Ruski Bród w powiecie przysuskim.